# Aynor
Aynor es un pueblo ubicado en el condado de Horry en el estado estadounidense de Carolina del Sur. El pueblo en el año 2000 tiene una población de 640 habitantes en una superficie de 2.8 km², con una densidad poblacional de 92 personas por km². 

## Geografía
Aynor se encuentra ubicado en las coordenadas 33°59′52″N 79°12′9″O / 33.99778, -79.20250. Según la Oficina del Censo, el pueblo tiene un área total de 2,8 km² (1,1 mi²), de la cual 2,8 km² (1,1 mi²) es tierra y 0 km² (0 mi²) (0.0%) es agua.

### Localidades adyacentes
El siguiente diagrama muestra a las localidades en un radio de 32 kilómetros (19,9 mi) de Aynor.

## Demografía
En el 2000 la renta per cápita promedia del hogar era de $29.583, y el ingreso promedio para una familia era de $35.417. El ingreso per cápita para la localidad era de $16.076. En 2000 los hombres tenían un ingreso per cápita de $30.781 contra $22.500 para las mujeres. Alrededor del 19.60% de la población estaba bajo el umbral de pobreza nacional. 

## Barrios
- Antioch
- Bakers Chapel
- Bayboro
- Berea
- Brown Swamp
- Brunson Spring
- Cool Springs
- Dog Bluff
- Galivants Ferry
- Gunters Island
- Happy Home
- High Point
- Horry
- Jordanville
- Joyner Swamp
- Juniper Bay
- Ketchuptown
- Knotty Branch
- Louisville
- Methodist Rehobeth
- Midland
- Mt. Hermon
- Mt. Trolly
- Pisgah
- Pleasant Union
- Red Hill
- Salem
- St. John